# Альгар-де-Палансія
Альгар-де-Палансія, Алгар (ісп. Algar de Palancia (офіційна назва), валенс. Algar) — муніципалітет в Іспанії, у складі автономної спільноти Валенсія, у провінції Валенсія. Населення — 570 осіб (2010).

## Географія
Муніципалітет розташований на відстані близько 290 км на схід від Мадрида, 34 км на північ від Валенсії.

## Демографія
Динаміка населення (INE ):

## Галерея зображень

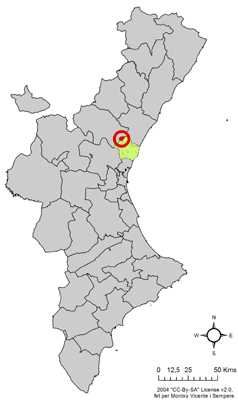
Розташування муніципалітету Альгар-де-Палансія у автономній спільноті Валенсія
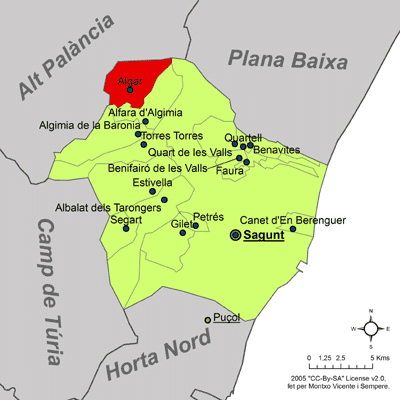
Розташування муніципалітету Альгар-де-Палансія у комарці Кампо-де-Морведре
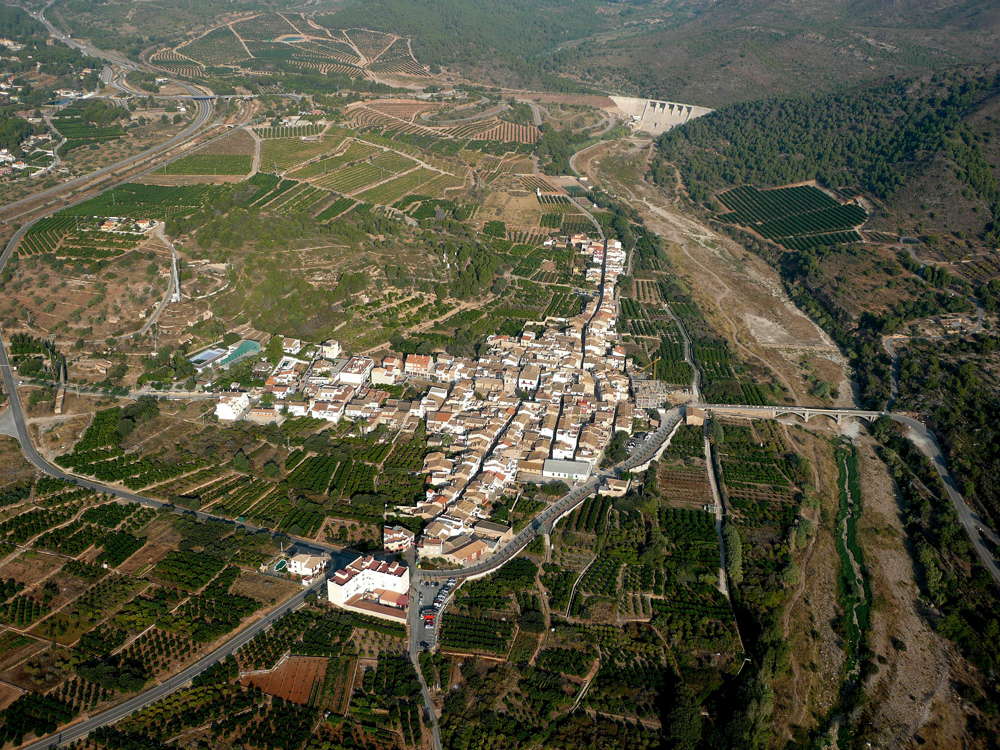
Альгар-де-Палансія згори